# ネッカー谷線
ネッカー谷線（ネッカーだにせん、ドイツ語: Neckartalbahn）はバーデン＝ヴュルテンベルク州のネッカーゲミュントとバート・フリードリヒスハルを結ぶ鉄道路線である。主な経由地はエーバーバッハ、モースバッハで、ネッカーエルツ駅の以北はライン＝ネッカーSバーンにより、以南はハイルブロン二元システム都市電車（Zweisystemstadtbahn）により運営されている。

## 歴史

### バーデン国鉄時代

ネッカー谷線建設当時の状況

バーデン・オーデンヴァルト鉄道が計画された時に、ネッカー川と並行する路線候補もあったが、ヘッセン大公国の通過のため、小オーデンヴァルト経由することに決定された。約10年後小国家主義の克服が可能となって、1879年5月24日ネッカーゲミュント - ヤクストフェルト区間が開通できた。ハイデルベルク - ヴュルツブルク区間を結ぶ列車はその時からこの路線の上を通行して、ネッカー谷線の列車はハイルブロンの方向にも運行された。
1907年から1914年まで複線の改修工事がネッカーエルツまで行われた。

### ドイツ国営鉄道時代
1920年代にこの路線はハイデルベルク - モースバッハ線とともにより大きい車軸荷重向けに改修された。1945年第二次世界大戦の末期にネッカー鉄道橋が爆破されて、同年3月にネッカー橋駅が設置された。1946年6月までその駅から列車が東の方向に走行した。

### ドイツ連邦鉄道時代
ネッカー鉄道橋の復旧に関わらず、初めに線路は単線であった。クラインゲミュントには分岐線が設置された。1958年9月15日に複線の線路がネッカーゲミュント - ネッカーシュタイナッハ区間で復元された。ネッカー谷線の電化工事は完了して、1972年10月1日には電気運転が開始された。1986年10月1日にネッカーシュタイナッハの信号所が廃止された。
1990年代の半ばまで長距離列車がこの路線の経路で運行されていた。最後のインターレギオ列車編はD列車編の廃止以後、エムデン - シュトゥットガルト区間で提供された。1983年と1984年に欧州特急列車であるラインゴルト号がこの路線を経由してマンハイムからミュンヘンまで走行したことがある。

### ドイツ鉄道時代
1996年初めにこの路線は快速列車向けの傾斜式列車に適合するよう改修されて、傾斜式列車用の速度制御装置（Geschwindigkeitsüberwachung für NeiTech-Züge, GNT）が装備された。
ライン＝ネッカーSバーンの運行準備のために、ネッカーゲミュント旧市街駅が新設され、Sバーン列車の運行区間の乗降場は高さ76 cm、長さ140 mで整えられた。旧市街駅の建設過程にバーデン・ヴュルテンベルク州が85％の建設費を、ネッカーゲミュント市が残りの建設費を負担することとなった。しかしエレベーター設置などで総費用が240万ユーロから400万ユーロに増加した。
2014年12月にハイルブロン地域電車のS41系統がモースバッハ・ネッカーエルツ - バート・フリードリヒスハル - ハイルブロン区間に導入された。S41路面電車はネッカーエルツ駅で方向を転換して、モースバッハ駅まで走行する。

## 運行形態

### 地域輸送

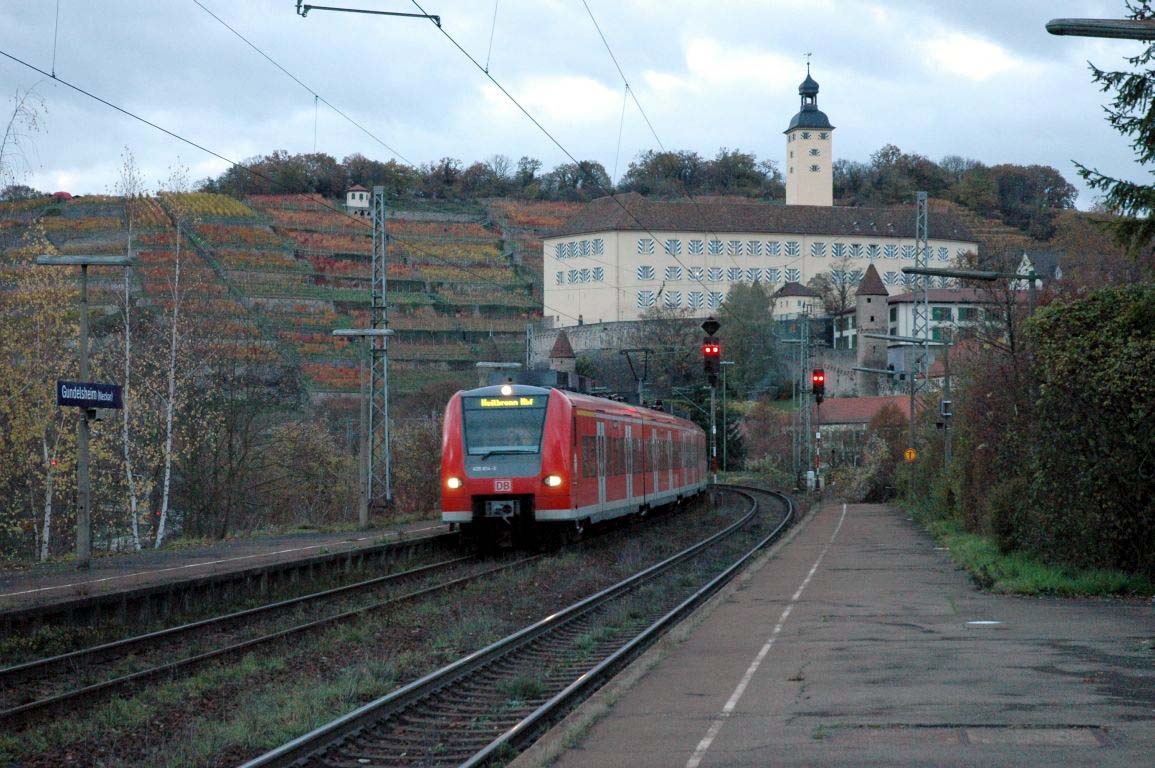
グンデルスハイム駅を通過するハイルブロン行きの快速列車

ネッカーゲミュント - ハースメルスハイム区間はライン＝ネッカー運輸連合 (Verkehrsverbund Rhein-Neckar、VRN) の運賃システムにより管理されている。グンデルスハイム - バート・フリードリヒスハル区間の運賃はハイルブロン・ホーヘンローエ・ハル地元交通（Heilbronner Hohenloher Haller Nahverkehr）により適用される区間である。
- 快速（RE 10a）: マンハイム - ハイデルベルク - ネッカーゲミュント - エーバーバッハ - モースバッハ・ネッカーエルツ - バート・フリードルヒスハル - ハイルブロン。120分間隔。アベリオ鉄道所属。使用車両はタレント2。
- Sバーン（S 1）: ホンブルク - カイザースラウテルン - ノイシュタット (ヴァインシュトラーセ) - シファーシュタット - ルートヴィヒスハーフェン (ライン) - マンハイム - ハイデルベルク - ネッカーゲミュント - エーバーバッハ - モースバッハ - ゼクアッハ - オスターブルケン。60分間隔。使用車両はDB425形電車。
- Sバーン（S 2）: カイザースラウテルン - ノイシュタット (ヴァインシュトラーセ) - シファーシュタット - ルートヴィヒスハーフェン (ライン) - マンハイム - ハイデルベルク - ネッカーゲミュント - エーバーバッハ - モースバッハ。60分間隔。使用車両はDB425形電車。
- ハイルブロン地域電車（S 41）: ハイルブロン・ヴィリー・ブラント広場 - ハイルブロン・ハーモニー - ネッカーズルム - バート・フリードリヒスハル - グンデルスハイム - ハースメルスハイム - ネッカーツィンメルン -モースバッハ・ネッカーエルツ - モースバッハ。60分間隔。使用車両は電車2010（Elektrotriebwagen 2010、一名ET 2010）。

### 貨物輸送
貨物列車は毎日定期的にこの路線を経由して、ほとんど乗用車用貨車、石炭用貨車、タンク形貨車が運行されている。列車の所属会社はDBカーゴの他に、TXロジスティック、ケルン港湾貨物交通などもある。